# Bardunia nasuta
Bardunia nasuta är en insektsart som beskrevs av Stsl 1863. Bardunia nasuta ingår i släktet Bardunia och familjen sköldstritar. Inga underarter finns listade i Catalogue of Life.